# Ozelot
Ozelot (latin: Leopardus pardalis) er et kattedyr udbredt i Syd- og Mellemamerika samt Mexico, men er blevet set så langt mod nord som Texas, USA. Den kan blive op til 100 cm lang med en 45 cm lang hale og vejer 10-15 kg. Selvom den ligner oncilla og margay, der begge lever i samme region, er ozelotten større. Navnet kommer fra "ocelotl" i det indianske sprog Nahuatl.